# Anton Uran
Anton Uran (Techelsberg am Wörther See, 22 febbraio 1920 – Brandeburgo sulla Havel, 23 febbraio 1943) è stato un predicatore e operaio austriaco membro dei Testimoni di Geova, nonché obiettore di coscienza come renitente alla leva riguardo al nazionalsocialismo della Germania nazista.

## Biografia
Nato nel villaggio di Karl, al confine linguistico tra sloveno e tedesco, Anton inizia a parlare sin da piccolo entrambe le lingue. La famiglia, di fede cattolica, gestiva una piccola azienda agricola e l'unica locanda dei dintorni, il Karlerwirt, con annessa sala da ballo e pista da bowling.

All’età di 6 anni inizia a frequentare la scuola a San Martino sul Techelsberg, che abbandonerà nel 1936 dopo aver conseguito la licenza scolastica. Nello stesso anno, con l'aiuto del padre falegname, apprese i primi rudimenti di carpenteria, disboscamento e falegnameria, lavorando poi per alcuni anni come taglialegna.

### La conversione di fede
Anton iniziò a mostrare interesse per i dettami della Bibbia nel 1938, quando lavorava nelle foreste limitrofe. Lì ebbe occasione di conoscere alcuni studenti biblici tra cui Johann Stossier e Matthäus Pibal, anche loro taglialegna. Poco dopo il giovane abbandonò la religione Cattolica per convertirsi alla dottrina dei testimoni di Geova. Ricevette il battesimo nel settembre 1938, presso il lago Forstsee in Austria.

### Obiezione di coscienza al servizio militare
Verso la fine del 1939, quando la Germania del Terzo Reich era già impegnata da alcuni mesi nella Seconda Guerra Mondiale, e dopo l'annessione dell'Austria, l'occupazione della Cecoslovacchia e il successivo attacco alla Polonia, fu chiamato al servizio di leva obbligatorio ma si rifiutò dichiarando alle autorità militari della Wehrmacht, che per lui non era possibile prestare il servizio militare a causa della sua fede. Fu accusato di renitenza alla leva e arrestato nel febbraio del 1940.

Come riferiscono le numerose lettere inviate alla famiglia da Anton, fu costretto a svolgere lavori forzati in diversi campi di concentramento. Nella corrispondenza non scrive quasi mai una parola sul trattamento degradante subito, o sull'immane sforzo fisico, né sulla pressione psicologica, chiedendo al contrario di avere tutt’al più qualche articolo per la pulizia personale e offrendo invece incoraggiamento e conforto ai familiari.

### Condanna a morte
L'11 febbraio del 1943 Anton informò la famiglia che il suo processo si era svolto il 22 gennaio precedente di fronte la Corte marziale del Terzo Reich di Berlino, e che l’esito del giudizio era la pena capitale per obiezione di coscienza riguardo l'obbligo della leva militare. Nella lettera scrisse
(Anton Uran, Lettera alla famiglia dell'11 febbraio 1943)
ovvero : «[...] il mio processo ha avuto luogo il 22 gennaio. La sentenza pronunciata nei miei confronti è la morte. Anch'io ho firmato questa sentenza. Per favore, non piangete per questo, perché è volontà di Dio che tutto avvenga in questo modo».
L’appena ventitreenne Anton Uran venne giustiziato un mese dopo nel penitenziario di Brandeburgo, il 23 febbraio del ‘43.

### La riabilitazione

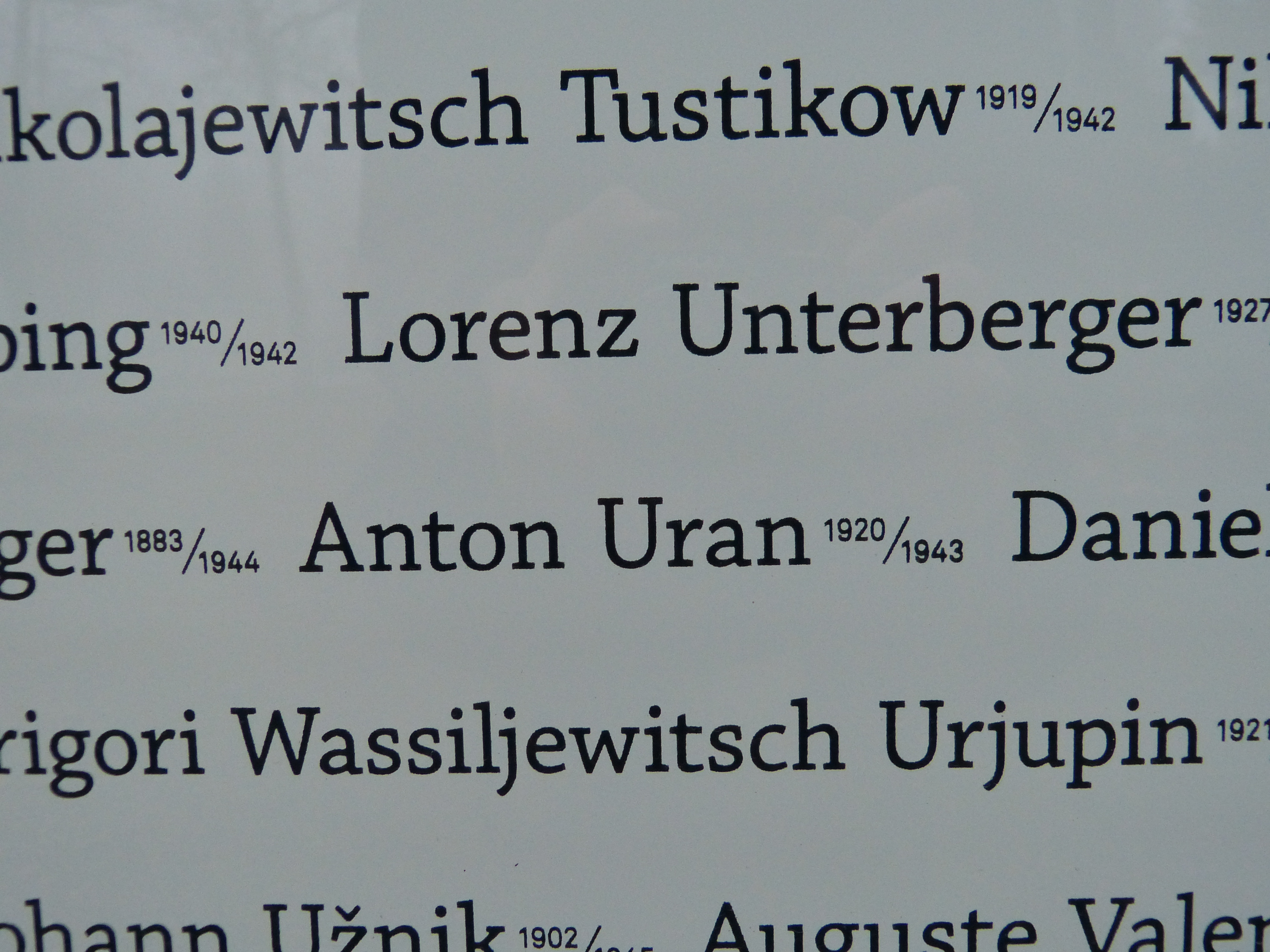
Particolare della targa nel cimitero di Annabichl, Klagenfurt (Austria)

Nel giugno del 1997, dopo 52anni dalla resa incondizionata della Wehrmacht, e 54 dall’esecuzione di Anton, il giudizio fu annullato dal tribunale di Vienna su richiesta del fratello Erasmus Uran. Questo caso, e quello del tedesco Franz Jägerstätter il cui verdetto venne ribaltato dal tribunale regionale di Berlino nello stesso anno, diedero origine al dibattito sul ripensamento di alcune leggi che erano ancora in atto nella politica giuridica dell'Austria e della Germania, che tuttavia in Austria vennero abrogate solo nel dicembre del 2009.

A Techelsberg, città natale di Anton, il 19 maggio 2017 ebbe luogo la commemorazione delle vittime austriache del posto.